# Мез-Аргоннська операція
Мез-Аргоннська операція, також Мез-Аргоннський наступ (англ. Meuse-Argonne Offensive) або наступ в Аргоннському лісі (англ. Battle of the Argonne Forest) (26 вересня — 11 листопада 1918) — наступальна операція союзних військ в ході Стоденного наступу Антанти на Західному фронті. Найбільша та одна з найкривавіших військових операцій в історії США в ході Першої світової війни.
Мез-Аргоннська операція проводилась одночасно із загальним наступом союзників на всьому 490-км фронті від моря до Мозеля. Головний удар завдавався силами Американських експедиційних сил генерала Дж. Першинга в напрямку на Мезьєр. Метою наступу американських військ визначався обхід системи німецьких оборонних смуг і блокування центру імперської німецької армії з Німеччиною на південь від Арденн.

## Загальна ситуація на Західному фронті

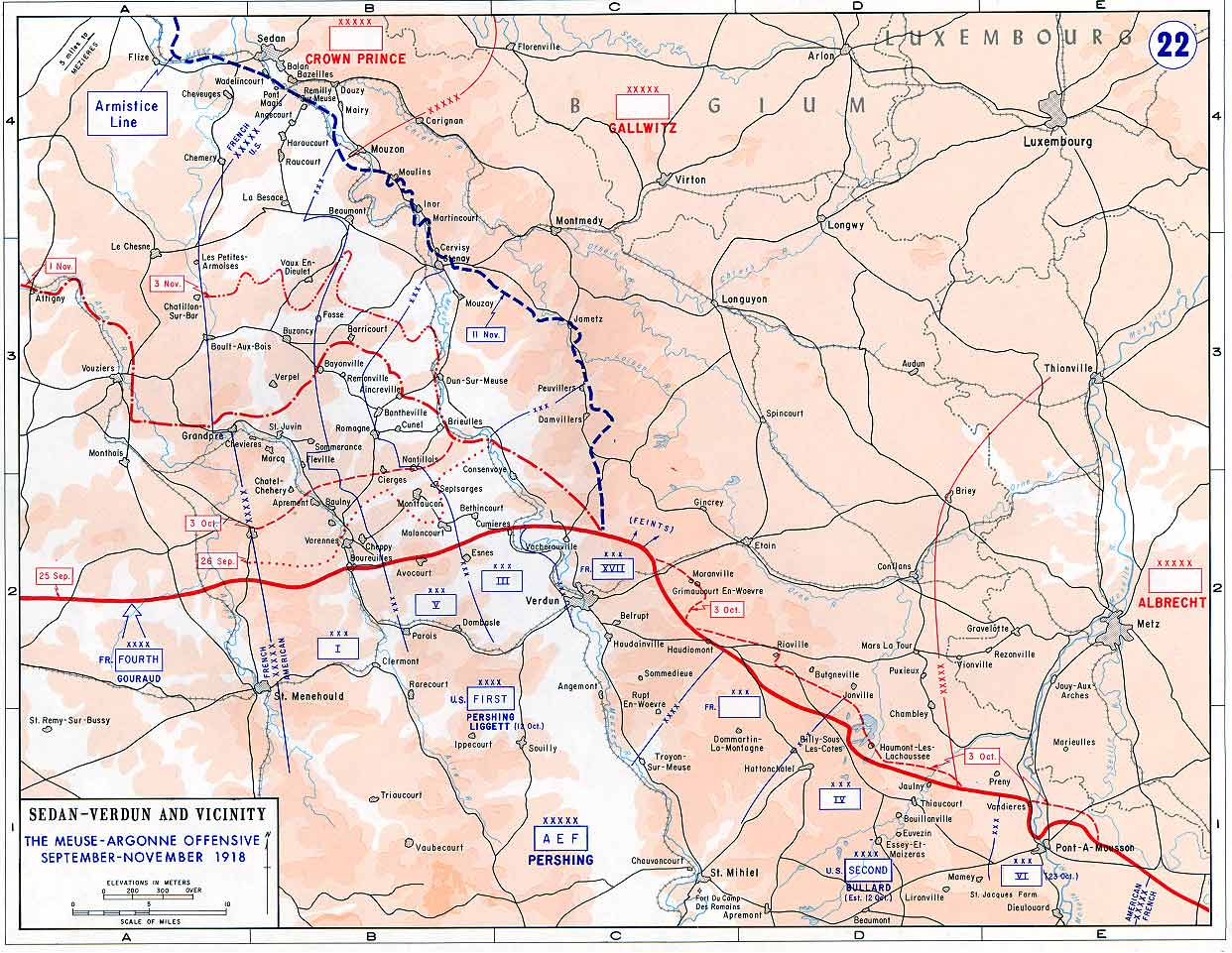
Карта Мез-Аргоннської операції «Міхаель». Вересень-листопад 1918

Із завершенням Сен-Мієльської операції перша частина плану союзного командування на другу половину кампанії 1918 була виконана.
Загальна стратегічна обстановка на фронтах Першої світової війни багато в чому покращилася на користь Антанти. Західним союзникам вдалося досягти рішучої переваги в силах над Німеччиною. У вересні 1918 року війська Антанти на Західноєвропейському театрі мали 211 піхотних і 10 кавалерійських дивізій проти 190 німецьких піхотних дивізій. До кінця серпня чисельність американських військ у Франції вже становила близько 1,5 млн чоловіків, а до початку листопада перевищила 2 млн осіб.
Одночасно, на фоні розгортання наступальних операцій Антанти стан німецької армії ставав все більш жахливим. Наприкінці літа 1918 року більшість дивізій брали участь у боях вже по 2—3 рази і були знекровлені, в ротах залишалося по 40—80 бійців, усе сильніше давало про себе знати повна відсутність танків і нестача засобів протитанкової оборони для боротьби з новітньою зброєю. Дисципліна на фоні зростання революційної пропаганди катастрофічно падала. Серед німецьких солдатів і матросів все частіше лунали заклики призови закінчити війну.
З огляду на таку сприятливу обстановку союзне командування вирішило перейти в загальний наступ восени 1918 р., а не на початку 1919 року, як це планувалося раніше.

## Замисел операції
Загальним замислом союзників передбачалося завдавання майже всіма наявними на Західному фронті силами одночасних потужних ударів в одному напрямку.
Головний удар на західному березі Маасу завдавали 1-ша американська (15 піхотних, 1 французька кавалерійська дивізії) та 4-та французька (27 піхотних, 2 кавалерійські дивізії) армії по обидві сторони від Аргоннського лісу у напрямку на Мезьєр.
Другий удар намічався на фронті між Сен-Кантен і Камбре силами 1-ї, 3-ї і 4-ї британських армій у складі 45 піхотних і 3 кавалерійських дивізій. За підтримки з правого флангу 1-ї французької армії (14 піхотних дивізій) британські війська повинні були просунутися до Валансьєнну, Солему, Ле-Като, Вассіньї.
Нарешті, на північному фланзі, між морським узбережжям і річкою Ліс, у наступ переходили 29 піхотних і 4 кавалерійські дивізії Фландрської групи армій під командуванням бельгійського короля Альберта.
Особливо великі надії союзне командування покладало на спільний франко-американський наступ. З виходом американських дивізій у район Мезьера німецькі війська, під тиском англійських армій, які наступали з фронту, та з правого флангу Фландрською групою армій, могли бути оточені за умови найменшого просування союзних сил на північ від Мезьера.

## Хід операції

### Перша фаза боїв (26 вересня— 3 жовтня)
О 5 годин 30 хвилин 26 вересня 1918 року, після десятигодинної артилерійської підготовки, 4-та французька армія, а через п'ять хвилин, після тригодинної артпідготовки, і 1-ша американська армія генерала Д. Першинга під прикриттям вогневого валу і за підтримки літаків і танків почали штурм німецьких позицій на фронті від р. Сюіпп до Маасу протяжністю близько 90 км. Оборону на цій ділянці фронту тримали всього 13 німецьких піхотних дивізій.
У перший же день наступу американці вклинилися своїм центром вглиб німецьких бойових порядків на 6-9 км. При цьому формування V та III корпусів спромоглися досягти визначених цілей і вийти на заплановані рубежі, у той час, як 79-та дивізія не змогла опанувати Монфокон-д'Аргонн і вела бої в передмісті містечка, 28-ма під опором німецьких військ зупинилась і залягла, а 91-ша піхотна дивізія узяла Епінонвіль, але відійшла. 37-ма піхотна дивізія, не маючи бойового досвіду та з поганою підготовкою, марно намагалась захопити Монфокон-д'Аргонн з іншого флангу, проте даремно.
На інших напрямках на захід від р. Маас і в Аргоннському лісі, їхні атаки були безуспішними. Результати першого дня наступу у 4-ій французькій армії також були незначні, її підрозділи просунулися всього на 3-4 км.
З 27 вересня німецькі війська, що оборонялися на цій ділянці фронту, отримавши невеликі підкріплення, чинили запеклий опір, внаслідок чого просування 1-ї американської армії на більшості напрямків застопорилось і продовжувалось лише в міру поступового відходу противника із займаних рубежів та позицій.
79-та американська дивізія врешті-решт узяла Монфокон-д'Аргонн, 35-та піхотна захопила селище Больні, висоту 218 та Шарпантрі, просунувшись далі усіх інших формувань США.

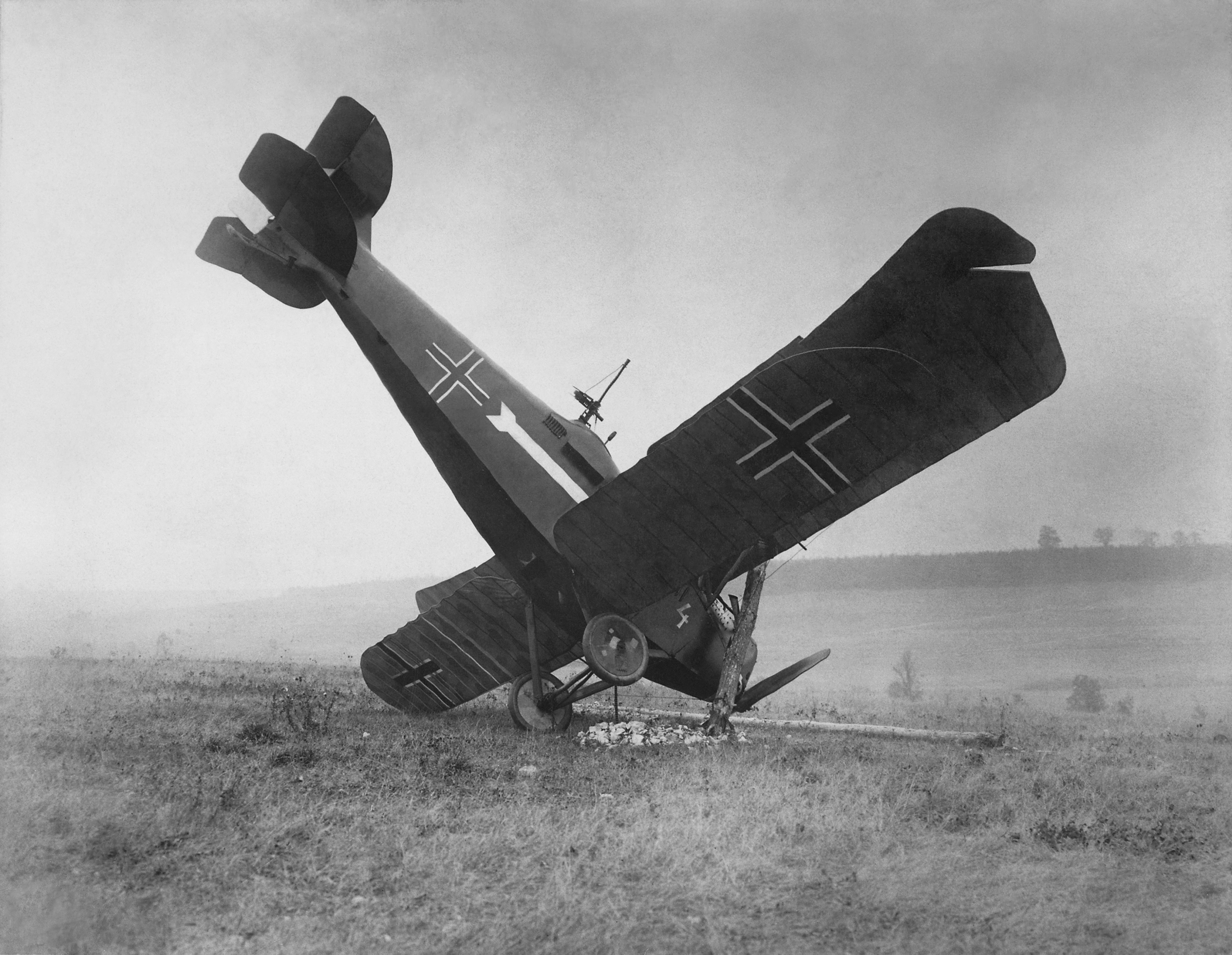
Збитий у бою американськими кулеметниками німецький літак Hannover CL.III. Район Сьєрж—Монфокон-д'Аргонн. 4 жовтня 1918

29 вересня німці ввели у битву шість піхотних дивізій резерву, намагаючись потужним ударом з фронту збити наступ американців. 5-та Гвардійська та 52-га піхотні дивізії контратакували з ходу підрозділи 35-ї американської дивізії, що змушені були за умови браку боєприпасів та продовольства, перейти до оборони. Спочатку німцям вдалося досягти певного успіху, але підрозділи американської армії швидко організувались та за підтримки артилерії змогли зупинити контратаку кайзерівських військ. У цьому бою брав участь майбутній Президент США, офіцер артилерійської батареї «D» 129-го полку польової артилерії Г.Трумен.
Бої на перших рубежах німецької оборони точились до 3 жовтня, поступово розпач цих сутичок спадала.

### Друга фаза (4— 28 жовтня)
Наступна, друга фаза боїв в Аргоннському лісі розпочалась 4 жовтня, коли американське командування поступово змінило склад ударного угруповання від 5-го корпусу (91-шу, 79-ту, 37-му та 35-ту дивізії) на нові свіжі дивізії — 32-га, 3-тя та 1-ша піхотні дивізії. В ході наступальних боїв 1-ій дивізії вдалося значно розширити смугу прориву на ділянці оборони 37-ї, 52-ї та 5-ї гвардійської німецьких дивізій.
У ході жовтневих боїв сталась ситуація, коли один з батальйонів 77-ї дивізії далеко вирвався вперед та був оточений німецькими формуваннями в лісі. Спільними зусиллями підрозділів 28-ї та 82-ї піхотних дивізій батальйон був визволений з оточення.
Американські війська продовжували спроби наступу, намагаючись прорвати лінію Крімгільди в системі оборонних рубежів Гінденбурга. До кінця жовтня американці змогли просунутись на відстань до 15 км від вихідного рубежу й врешті практично визволили Аргоннський ліс від підрозділів противника. Французи, що наступали на фланзі, прорвались до річки Ена.
У цих боях військовослужбовець 82-ї піхотної дивізії Альвін С. Йорк став знаменитим, коли сам один атакував кулеметну обслугу німців, і знищив 20 ворогів, захопивши у полон 132 солдати противника. За цей подвиг він був удостоєний Медалі Пошани.

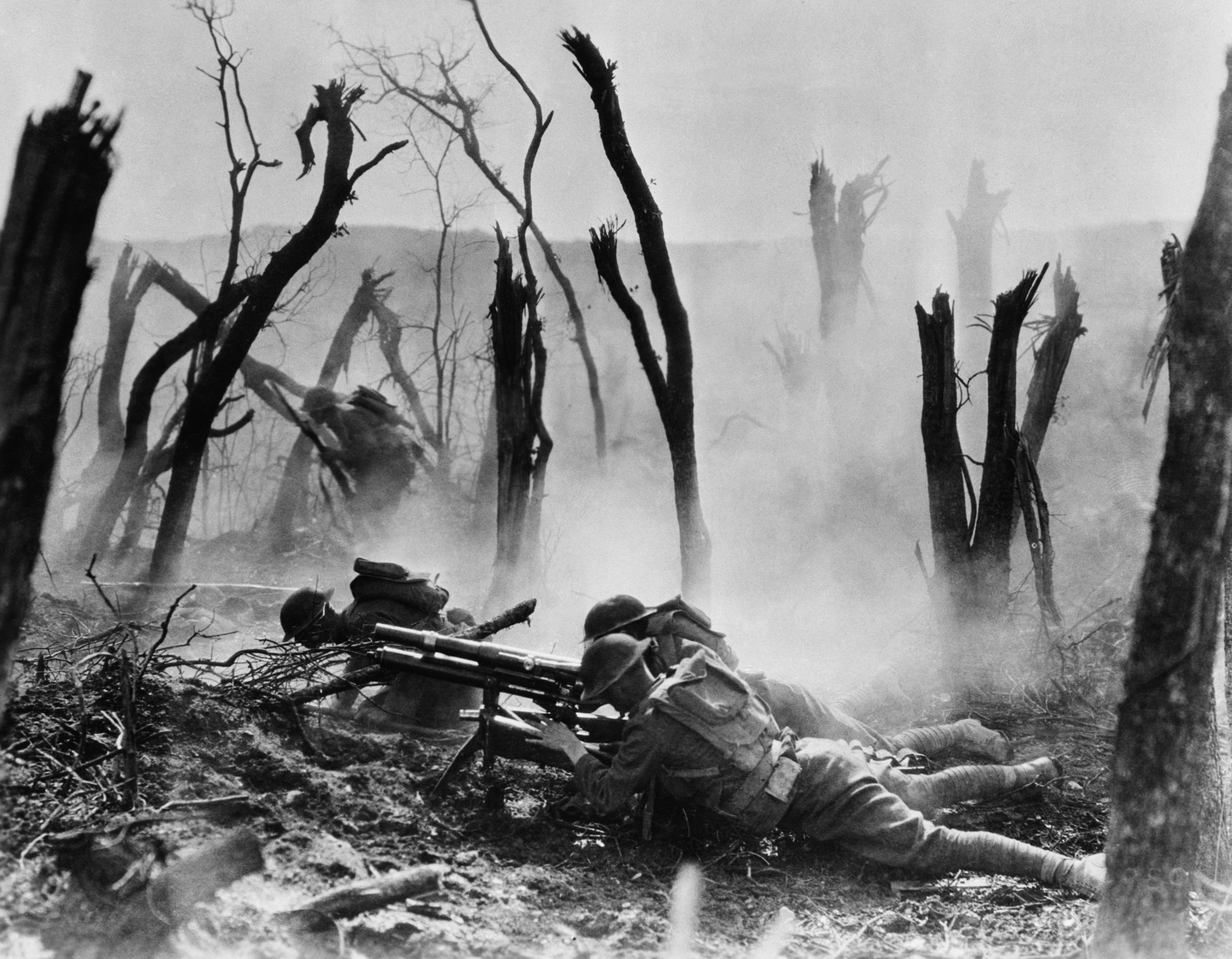
Американська піхота веде вогонь з 37-мм гармати Mle 1916 TRP. Аргоннський ліс. Осінь 1918

### Третя фаза (28 жовтня— 11 листопада)
На цьому етапі Американські експедиційні сили переформували на дві армії: 1-шу та 2-гу. 1-ша армія під проводом генерала Х.Ліджета продовжувала наступати в напрямку залізниці, що проходила Кариньян-Седан-Мезьєр поблизу бельгійського кордону. Одночасно 2-га армія генерал-лейтенанта Р. Булларда наступала східніше на Мец.
На цьому етапі битви їм протистояли рештки 31 німецької дивізії, що зазнали великих втрат у попередніх боях. Американцям вдалось прорватися до Бюзансі й, в такій спосіб посприяти французькій армії форсувати Ену. Надалі французькі війська прорвались та опанували Ле-Шен. Згодом союзники визволили Седан, важливий транспортний вузол на півночі Франції, та захопили панівні висоти на цьому напрямку.
11 листопада німецьке командування оголосило про капітуляцію й воєнні дії на фронті припинились.

## Результат
Мез-Аргоннська операція стала найбільшою битвою в історії США. Майже 1,2 млн американських солдатів узяли участь у цій 47-денній кампанії. Американська армія зазнала колосальних втрат, більше ніж 117 000 вояків віддали своє життя у затятих боях на півночі Франції. Армії США довелось долати досконалу, добре підготовлену систему оборонних позицій та рубежів кайзерівської армії в умовах складної лісистої місцевості.

## У мистецтві
- Український блек-дез-метал гурт «1914» випустив композицію про цю наступальну операцію, вона називається «Arrival. The Meuse-Argonne» (укр. Прибуття. Мез-Аргонн) та увійшла до їх другого альбому «The Blind Leading the Blind»[12].

## Відео
- Meuse-Argonne Offensive [Архівовано 29 травня 2019 у Wayback Machine.]